# Jutrzyna
Jutrzyna (do 1945 r. niem. Marienau, następnie krótko Marianów) – wieś w Polsce położona w województwie dolnośląskim, w powiecie strzelińskim, w gminie Wiązów, położona 10 km od Wiązowa. Układ wsi owalnicowy z wydłużonym placem pośrodku, na którym mieści się kościół parafialny. Na terenie wsi znajduje się Kościół św. Franciszka z Asyżu. 

## Geografia
Wieś leży na pograniczu Niziny Grodkowskiej i Wzgórz Strzelińskich. Na południe od miejscowości przebiega wyżyna Wawrzyszowsko-Szklarska, część Wysoczyzny Nyskiej. Na terenie Jutrzyny przepływa rzeczka Gnojna i jej lewy dopływ Krajnica. W północnej części znajduje się wzniesienie Wronie, na którego zachodnim stoku mieści się cmentarz parafialny. Za wschodnią granicą wsi znajduje się kolejne wzgórze Białogórze.

## Legenda
Na temat Jutrzyny na przestrzeni wieków powstała legenda.

### Wersja 1
Niedaleko Jutrzyny istniała miejscowość Wischau otoczona wieloma stawami. Liczyła około 300 mieszkańców. Została nagle zatopiona w ogromnej ulewie. Jednocześnie w jedną noc znikła osada wraz z ludnością i inwentarzem. Uznano, iż jest to kara za grzechy mieszkańców. Ocalała tylko dwójka dzieci, które przebywały u rodziny w sąsiednich wsiach. Zdarzyło się to około 1440 roku.

### Wersja 2
Inna wersja tej samej legendy podaje, że to dawni mieszkańcy Wischau przerażeni tajemnicą zaraźliwą chorobą, która powodowała masową śmierć, uciekli z niej i przenosząc się niedaleko stali się pierwszymi mieszkańcami Jutrzyny.

## Historia
Wioska założona na prawie niemieckim przez templariuszy z Oleśnicy Małej w kształcie owalnicy. W 1294 wzmiankowano o sołtysie Sigfrid ze wsi Margenau. W 1314 przejęta przez joannitów. W czasie wojny trzydziestoletniej opuszczona i zniszczona. W trakcie epidemii dżumy w 1648 miejscowość ponownie się wyludnia. W 1783 istniała tutaj szkoła katolicka. W 1814, po sekularyzacji dóbr kościelnych, Jutrzyna przeszła w ręce hrabiego Hansa Ludwiga Davida Yorcka von Wartenburg.
W 1945 na terenie miejscowości toczyły się zażarte walki między 21 Armią I Frontu Ukraińskiego, a pozostałościami oddziałów Wermachtu. 6 zmarłych żołnierzy Armii Czerwonej zostało pochowanych pod murem kościelnym, jednak pod koniec lat 40. zostali ekshumowani na Cmentarz Żołnierzy Armii Radzieckiej w Wiązowie. Wskutek m.in. ostrzałów artyleryjskich została zniszczona gotycka wieża kościelna, a także wiele zabudowań gospodarczych.
Po wojnie miejscowość zamieszkana głównie przez przesiedleńców z Kresów, a dokładnie z miejscowości Zabojki i Chłopy. Pierwszym proboszczem został ks. Stanisław Przewoźnik, wcześniej administrator parafii w Chłopach. W czasie powojennej unifikacji nazewnictwa nazwę wsi zmieniono z Marianowa na Jutrzyna.
W 1990 roku mieszkańcy wybudowali wspólnymi siłami świetlicę, w której w 1998 utworzono bibliotekę publiczną, obecnie filia Gminnej Biblioteki Publicznej w Wiązowie.
4 października 2016 w kościele parafialnym zostało erygowane Diecezjalne Sanktuarium św. Franciszka z Asyżu.

## Sołtysi

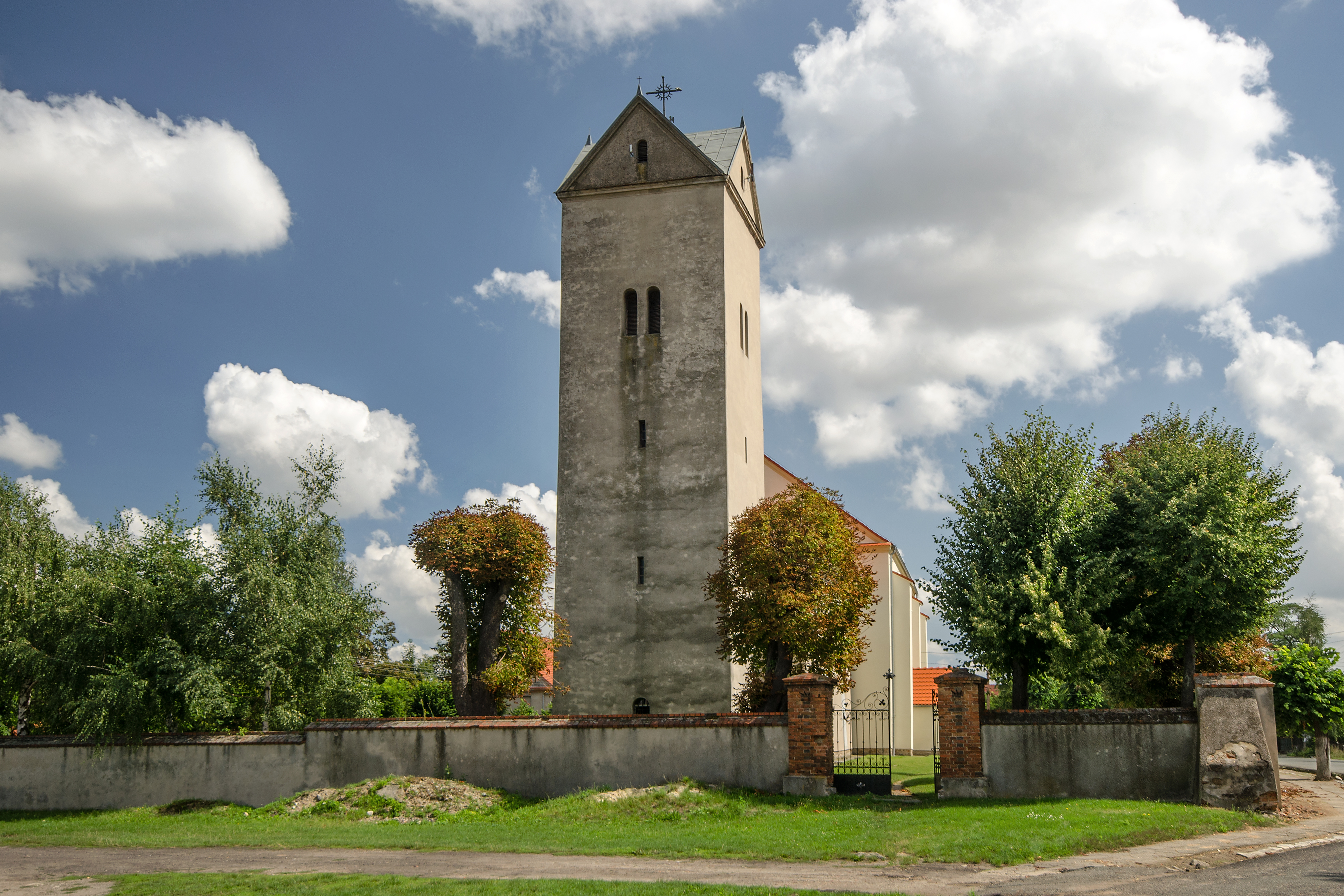
Kościół św. Franciszka z Asyżu

## Sołtysi[4]
| Lp  | Imię i nazwisko     | lata pełnienia funkcji |
| --- | ------------------- | ---------------------- |
| 1.  | Jan Góralski        |                        |
| 2.  | Edward Kuczyński    |                        |
| 3.  | Jan Zagórski        |                        |
| 4.  | Henryk Madej        |                        |
| 5.  | Paweł Wiznerowicz   |                        |
| 6.  | Władysław Lachowicz |                        |
| 7.  | Michał Kuc          | 1974 - 1999            |
| 8.  | Andrzej Stadnik     | 1999 - 2003            |
| 9.  | Elżbieta Dewerenda  | 2003 - 2007            |
| 10. | Stanisław Pabian    | 2007 - 2014            |
| 11. | Jan Dobrzycki       | 2014-2017              |
| 12. | Kamil Pater         | 2017-                  |

## Szkoła
Po raz pierwszy stwierdzono istnienie szkoły w miejscowości w 1783 jako placówki parafialnej. Na początku XIX wieku przeszła ona pod pruską administrację świecką. W latach 30. XX wieku wzniesiono nowy, ceglany budynek szkoły w centralnej części wsi.
Od 1946 roku Agnieszka i Władysław Orzechowscy stali się pierwszymi nauczycielami w budynku opuszczonej szkoły. Istniały trzy klasy, w których jednocześnie uczyły się dzieci zarówno 8-letnie, jak i 15-letnie. Wynikało to z różnic z edukacji jako skutek trudności wojennych oraz różnic w rozwoju poszczególnych regionów II RP. Brakowało podręczników i zeszytów, pisano więc kredą na małych tabliczkach na wzór szkół kresowych.
W 1956 roku istniała już pełnowymiarowa szkoła 7-klasowa, w której pracowało sześciu nauczycieli. Mieszkali oni w wyremontowanym przez mieszkańców Domu Nauczyciela. W 1974 władze oświatowe zdecydowały o likwidacji wyższych klas i pozostawiły tylko 4 pierwsze jako filię szkoły w Wiązowie. W 1999 szkołę zamknięto całkowicie.

## Ochotnicza Straż Pożarna
Została założona w 1946 roku na bazie wyposażenia niemieckiej straży przedwojennej. Pierwotnie liczyła 21 druhów. Początkowo jej siedzibą była poniemiecka kuźnia. Od 1952 do OSP należało również 11 kobiet. W 1966 w sąsiedztwie kościoła parafialnego powstał nowy budynek remizy. Obecnie jest tam zrzeszonych 24 strażaków czynnych oraz 12 wspierających, bądź honorowych. W 2022 roku powołano Młodzieżową Drużynę Pożarniczą.

## Ciekawostki
- W pobliżu wsi leżała wedle okolicznej legendy miejscowość, której mieszkańcy zginęli w trakcie zarazy i zostali pochowani w kurhanie.

- Przysiółek wsi wśród mieszkańców miejscowości funkcjonuje pod nazwą ,,Cabanówka". Wywodzi się od przysiółka kresowej miejscowości Zabojki, której mieszkańcy po wojnie zamieszkali Jutrzynę.

- W lesie niecały kilometr od wsi znajduje się zdewastowany grób niemieckiego żołnierza Wermachtu.

- We wsi od 1962 działa Koło Gospodyń Wiejskich.[4]

## Podział administracyjny

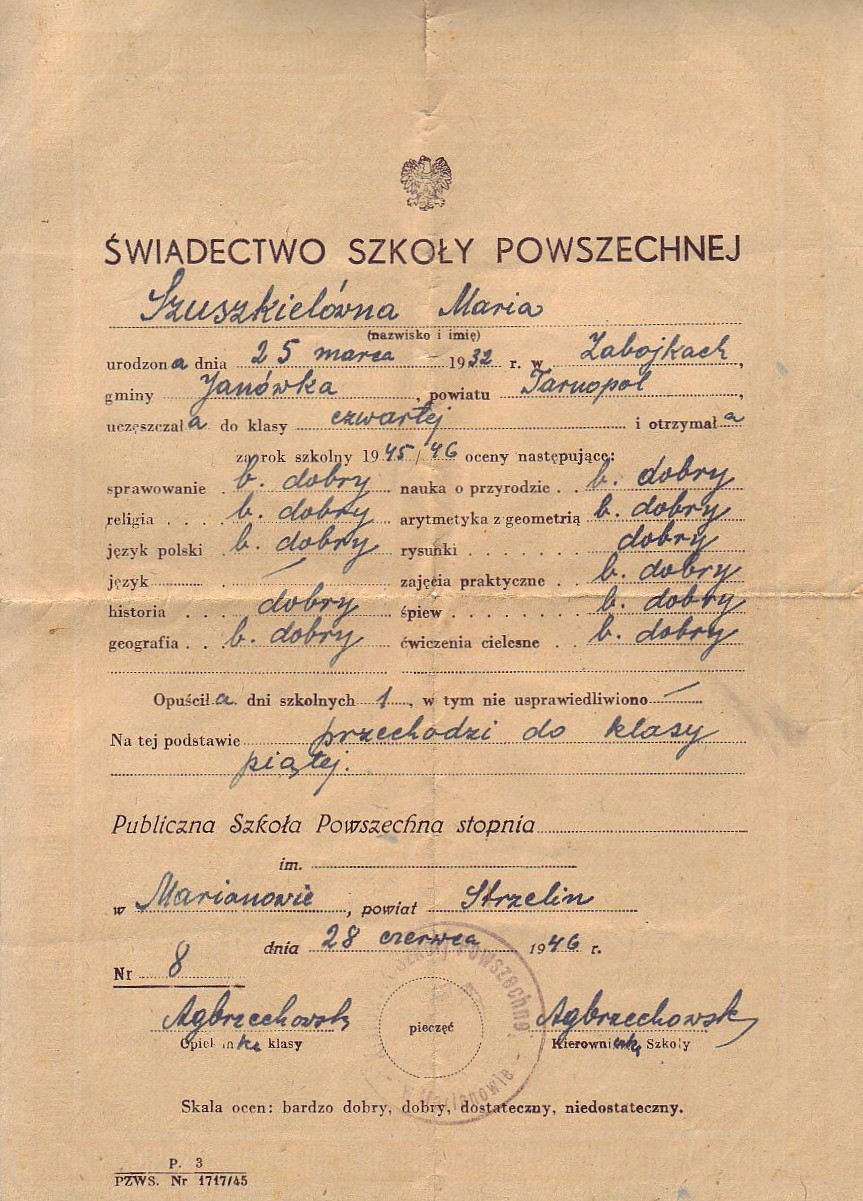
Świadectwo ze szkoły podstawowej w Marianowie

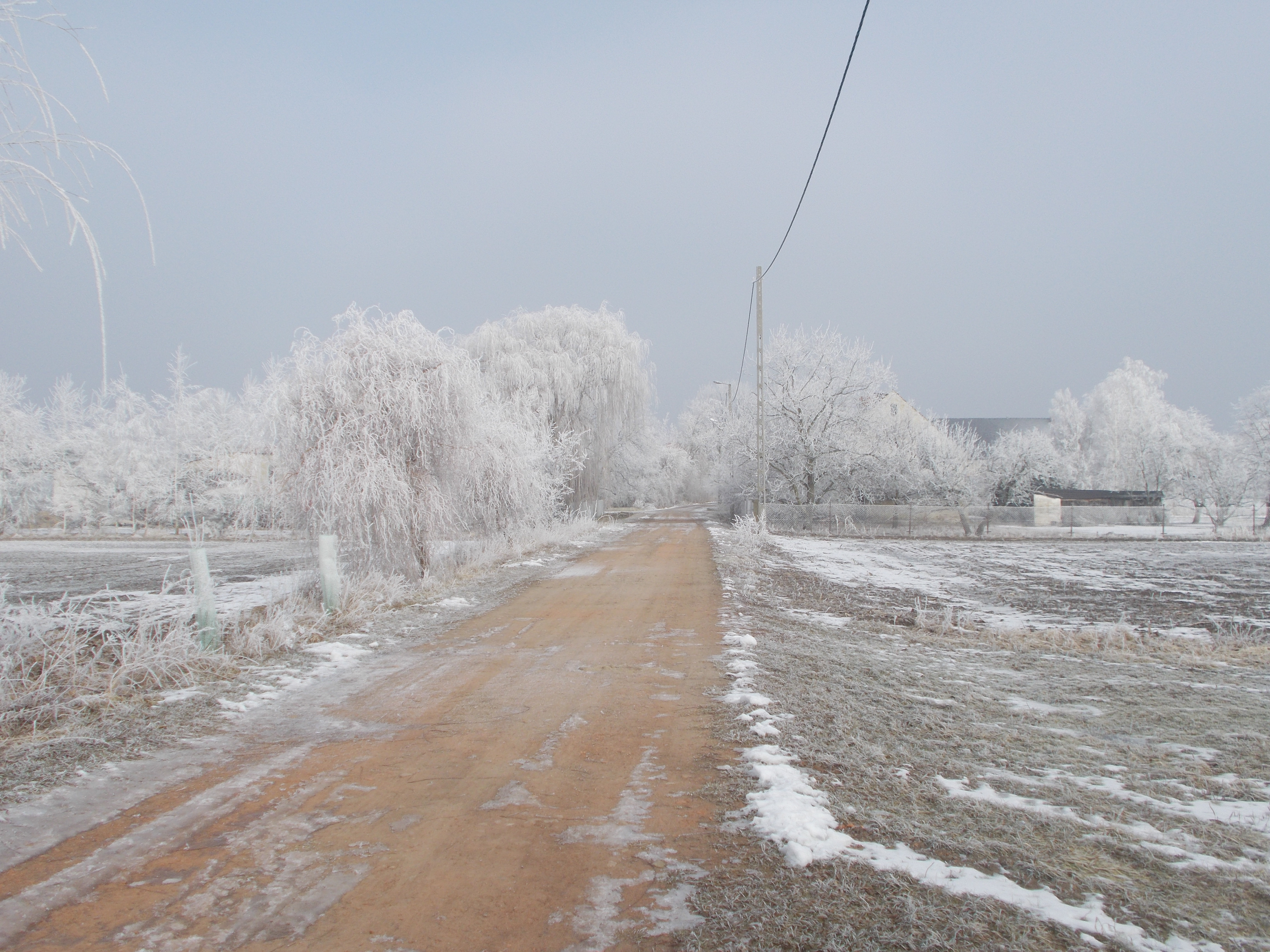
Widok Jutrzyny od strony południowej zimą

Miejscowość na przestrzeni wieków należała do różnych jednostek terytorialnych. 
- Do 1945  niemiecka prowincja Dolny Śląsk, rejon wrocławski
- po wojnie krótko w tymczasowym II okręgu administracyjnym Ziem Odzyskanych
- W latach 1945–1974 województwo dolnośląskie, powiat strzeliński, gromada Kowalów
- W latach 1975–1998 województwo wrocławskie, gmina Wiązów
- Od 1999 województwo dolnośląskie, powiat strzeliński, gmina Wiązów

## Zabytki
Do wojewódzkiego rejestru zabytków wpisany jest:
- kościół parafialny pw. św. Franciszka, z XIII/XIV w., przebudowany w latach: 1678, 1836. Zachowany romański portal, wnętrze barokowe[8].
- Plebania z początku XX w. dwukondygnacyjna z poddaszem
- starsza stacja transformatorowa z początku XX w.

Ponadto do obiektów zabytkowych należą:
- Była szkoła podstawowa z 1 ćwierci XX w.
- Domy mieszkalny nr. 48; 74 z XIX/XX w.
- Domy mieszkalne nr. 15; 18 a; 22; 58; 64 z początku XX w.
- Domy mieszkalny nr. 18; 20; 101 z 1 ćwierci XX w.
- Krzyż kamienny z 1934 r. stojący nieopodal starszej stacji transformatorowej w północnej części wsi[9]

## Osoby związane z Jutrzyną
- Paul von Bolko
- ks. Edward Mazur SDB